# Anton Bonimaier
Anton Bonimaier (* 19. September 1924 in Altenmarkt im Pongau; † 30. Mai 2014) war ein österreichischer Politiker (ÖVP) und Direktor der Landwirtschaftsschule Kleßheim. Er war von 1964 bis 1977 Abgeordneter zum Salzburger Landtag, von 1968 bis 1969 Zweiter Landtagspräsident-Stellvertreter und von 1977 bis 1983 Landesrat in der Salzburger Landesregierung.

## Ausbildung und Beruf
Bonimaier besuchte nach der Volksschule in Altenmarkt im Pongau von 1936 bis 1938 die Mittelschule in Unterpremstätten bei Graz und absolvierte danach zwischen 1938 und 1943 die Deutsche Heimschule Kreuzberg (heute: Privatgymnasium St. Rupert) in Bischofshofen. Er wurde 1943 zum Kriegsdienst eingezogen und diente bis 1945 im Zweiten Weltkrieg. Danach besuchte er von 1945 bis 1946 die  Landwirtschaftliche Fachschule Winklhof in Oberalm und legte 1946 die Matura ab. Von 1946 bis 1949 studierte Bonimaier an der Hochschule für Bodenkultur in Wien und schloss sein Studium 1949 in der Fachrichtung Landwirtschaft mit dem akademischen Grad Dipl.-Ing. ab. Bereits 1948 war er in den Landesdienst getreten, wobei er als Fachlehrer an der Landwirtschaftsschule Winklhof in Oberalm unterrichtete. Zwischen 1949 und 1950 unterrichtete er als Lehrer an der Landwirtschaftsschule in Bruck an der Großglocknerstraße, danach wirkte er von 1950 bis 1955 als Verantwortlicher für die fachliche Betreuung der landwirtschaftlichen Berufsschule in St. Johann im Pongau. 1955 folgte seine Dienstzuteilung an die Expositur der Landwirtschaftsschule Winklhof nach Kleßheim, wo er von 1959 bis 1977 als Direktor der Landwirtschaftsschule und Verwalter des Landesgutes Kleßheim wirkte. Er wurde 1977 auf Grund seiner politischen Tätigkeit karenziert und war nach dem Ausscheiden aus der Landesregierung zwischen 1983 und 1984 erneut Direktor der Landwirtschaftsschule. 

## Politik und Funktionen
Bonimaier wurde am 30. Juni 1964 als Abgeordneter zum Salzburger Landtag angelobt und gehörte dem Landtag bis zum 19. April 1977 an. Er fungiert vom 7. Februar 1968 bis zum 13. Mai 1969 als Zweiter Landtagspräsident-Stellvertreter und führte den ÖVP-Landtagsklub zwischen 1974 und 1977 als Klubobmann an. Am 22. April 1977 wechselte er in die Salzburger Landesregierung, der er bis zum 15. März 1983 als Landesrat angehörte. Innerparteilich war Bonimaier von 1964 bis 1980 als Bezirksparteiobmann der ÖVP im Flachgau aktiv. Des Weiteren war Bonimaier von 1963 bis 1977 Obmann der Salzburger Viehverwertung und von 1968 bis 1977 Aufsichtsratsvorsitzender des Österreichischen Viehverbandes.

## Auszeichnungen
- 1974: Goldenes Ehrenzeichen für Verdienste um die Republik Österreich
- 1984: Großes Ehrenzeichen des Landes Salzburg

## Schriften
- Agrar- und Finanzpolitik für Salzburg (= Schriftenreihe des Landespressebüros. Salzburg Dokumentationen. Nr. 69, ZDB-ID 843562-5). Landespressebüro, Salzburg 1983.